# Albert Sánchez
Albert Sánchez Saura, né le 1er avril 1987 à Esplugues de Llobregat en Catalogne est un footballeur espagnol ayant joué au poste de milieu de terrain, reconverti entraîneur. Le 30 juillet 2025, il est nommé entraîneur de l'USL Dunkerque. 

## Biographie
Né à Esplugues de Llobregat en Catalogne, Sánchez a joué pour Sant Ildefons et Levante Las Planas dans les ligues régionales, avant de prendre sa retraite à l'âge de 24 ans pour poursuivre une carrière d'entraîneur,.
Sánchez a commencé sa carrière d'entraîneur avec l'équipe féminine de Levante Las Planas. Il a conduit le club à sa première montée en Primera División lors de sa première saison et a mené le club à une onzième place lors de sa deuxième avant de partir travailler dans les équipes de jeunes de l'Espanyol Barcelona.
Après avoir quitté l'Espanyol en 2017, il a rejoint Peña Deportiva en tant que directeur de méthodologie et préparateur physique dans l'équipe principale.
En juillet 2019, après un passage au Beijing Enterprises Group, Sánchez devient entraîneur adjoint de Pablo Franco à Qadsia au Koweït. Il a ensuite rejoint Al Fateh l'année suivante, en prenant en charge l'équipe des moins de 20 ans.

### FC Barcelone (2021-2025)
En juillet 2021, Sánchez devient l'assistant d'Óscar López dans l'équipe Juvenil A de Barcelone. Le 16 juillet 2022, il a rejoint Barcelone B en tant qu'assistant de Rafael Márquez.
Le 25 juillet 2024, Sánchez a été nommé entraîneur principal de Barcelone B après le départ de Márquez du club. Il a été démis de ses fonctions en février avant de rejoindre la structure technique du club. 

### USL Dunkerque (2025-)
Le 30 juillet 2025, l'USL Dunkerque annonce la signature de Sánchez en tant qu’entraîneur principal du club,.